# 宝台ループ線
宝台ループ線（たからだいループせん）とは、鉄道省豊真線の樺太真岡郡清水村の宝台駅と真岡町の池ノ端駅間にあったループ線である。現在はサハリン州ホルムスク管区チストヴォードノエ村に所在するユジノサハリンスク - ホルムスク線の廃線区間で、ループ線の橋梁を指して「チョールタフモースト」（Чёртов мост、魔の橋）と呼ばれている。

## 概要

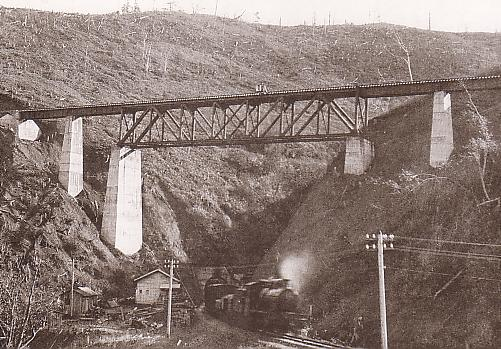
戦前の宝台ループ線

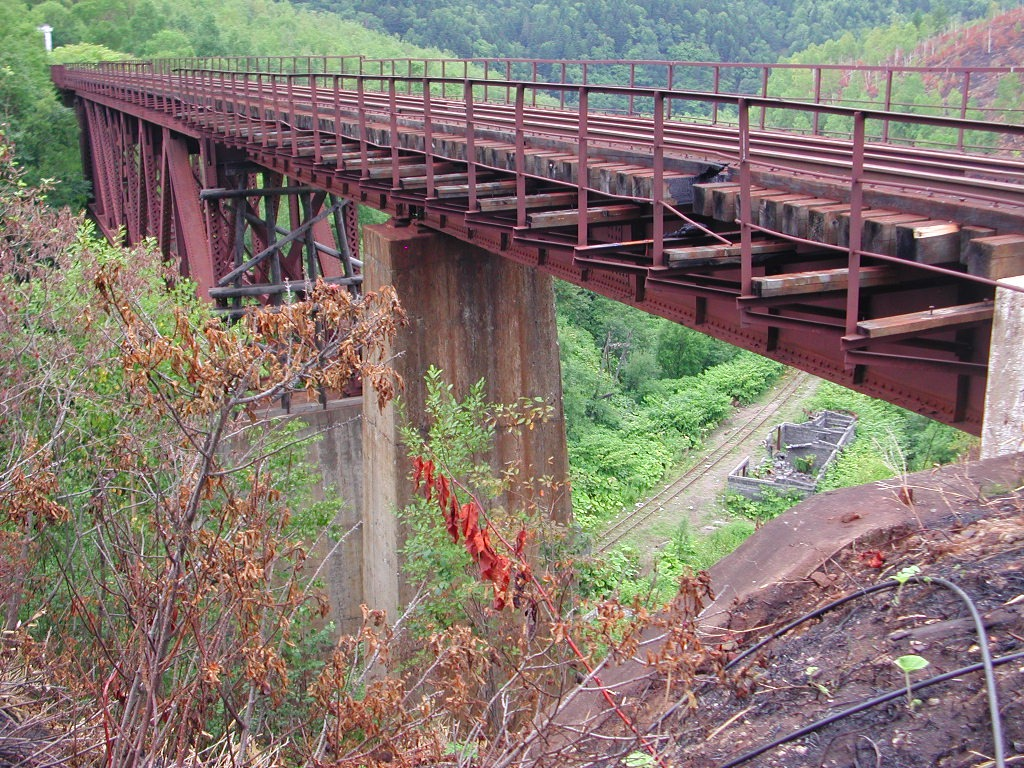
ループ線橋梁（2003年）。後年、保全のため再塗装などが行われている

オホーツク海に面した樺太東岸の豊原と、日本海に面し流氷に閉ざされない港湾を持つ西岸の真岡を結ぶ豊真線の建設に伴い、1928年9月3日に当時の樺太庁によって開通した区間である。急峻な西樺太山脈を越えるため、難所を数多く抱えた路線で、山岳区間と真岡の間の勾配緩和のためにループ線が設けられた。本区間の最急勾配は22‰であった。
1943年に樺太庁から鉄道省樺太鉄道局に移管。1945年8月のソ連侵攻で本区間では、真岡から豊原に進軍するソ連軍と、それを阻止する日本軍との間で激しい戦闘が繰り広げられて双方に多くの戦死者を出したことから、橋梁は戦後「魔の橋」と呼ばれるようになった。翌1946年のソ連運輸通信省南サハリン鉄道局への編入にあたり、池ノ端駅をニコライチュクと改称するなど、複数の駅に当地で戦死したソ連兵士の名がつけられた。
本区間は戦後も、サハリン東岸と西岸を連絡する重要幹線ユジノサハリンスク - ホルムスク線の一部として、早期に自動信号設備を導入するなど整備が続けられた。しかしТГ16形液体式ディーゼル機関車の導入やワニノ・ホルムスク鉄道連絡船就航（1973年）に伴う客貨車車体の広軌規格化に対し、20‰を超える急勾配区間と数多くの狭軌規格の隧道や橋梁が存在する同線は、島内貨物列車の最大重量引き上げの障害となることが見込まれたため、運輸通信省極東鉄道局（当時）は1971年、島内最狭部のサハリン中部アルセンチェフカ - イリインスク間に東西連絡線（真久線）を建設した。これ以降、ユジノサハリンスク - ホルムスク線は幹線の地位を失った。
ソ連崩壊後、ソ連運輸通信省極東鉄道局サハリン支局の路線を承継したロシア運輸通信省サハリン鉄道局では、民主化後の経済混乱に伴う経営環境の悪化に対処し鉄道事業を維持するため、1993年に運営の効率化と大規模な経費削減施策の実施に着手した。翌1994年、老朽化に伴うトンネル施設損壊で本区間を含むノヴォデレヴェンスカヤ - ニコライチュク間が運行休止となり、総延長5087mに及ぶ12か所の隧道を修復しなければ再開通できないことが判明したため、同鉄道局は運行再開を断念。のち1996年9月4日付で線籍が抹消され正式に廃止された。
本区間を含む廃止区間は自然景観に恵まれ、ソ連時代は「ソ連でもっとも美しい鉄道」と賞された路線で、休廃止後もホルムスク市を代表する観光名所としてニコライチュク方面からループ線手前まで観光用の列車がたびたび運転され、橋梁の保全活動も行われてきた。
さらにホルムスク市当局などにより、一帯を「自然・技術保護区域」とし、ループ線周辺に残る日本時代の鉄道施設と自然環境を観光資源として活用する取り組みが2010年代から進められている。こうした動きを踏まえ、サハリン島内の鉄道広軌化では2020年にホルムスクまでの広軌化が決定され、2021年にかけて橋梁直下まで改軌された。橋梁直下の終端にはチョールタフモースト乗降場が新設され、同年以降の夏季運行では、観光客向けに一部列車で週末・休日の延長運転が行われている。